# Cromlix House

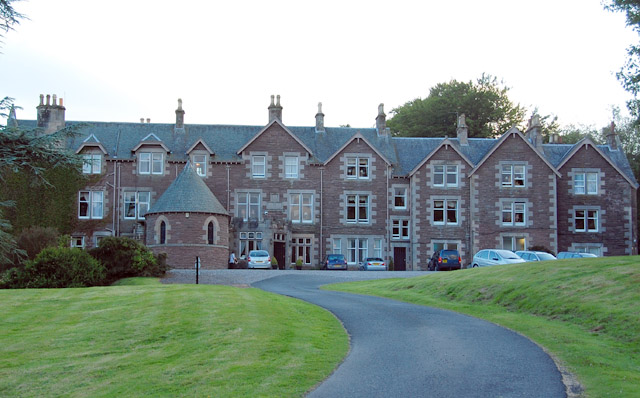
Cromlix House

Cromlix House ist eine Villa und heutiges Hotel nahe der schottischen Ortschaft Kinbuck in der Council Area Stirling. 2006 wurde das Bauwerk in die schottischen Denkmallisten in der Kategorie C aufgenommen. Die aus dem 17. Jahrhundert stammende zugehörige Sonnenuhr ist separat als Denkmal der höchsten Kategorie A geschützt.

## Geschichte
Es war Arthur Hay Drummond, der dritte Sohn von Thomas Hay-Drummond, 11. Earl of Kinnoull, der Cromlix House im Jahre 1874 erbauen ließ. Für den Entwurf zeichnet das bekannte schottische Architekturbüro Brown and Wardrop beziehungsweise Wardrop and Reid (je nachdem ob die Planung vor oder nach Browns Tod im selben Jahr abgeschlossen wurde) verantwortlich. Bereits fünf Jahre später verheerte ein Brand die Villa. Das heutige Cromlix House wurde im Jahre 1880 erbaut. Zwischen 1900 und 1903 wurde das Gebäude signifikant erweitert. Im Jahre 1908 besuchte der spätere britische König Eduard VIII. Cromlix House. Heute beherbergt Cromlix House ein gleichnamiges Hotel.

## Beschreibung

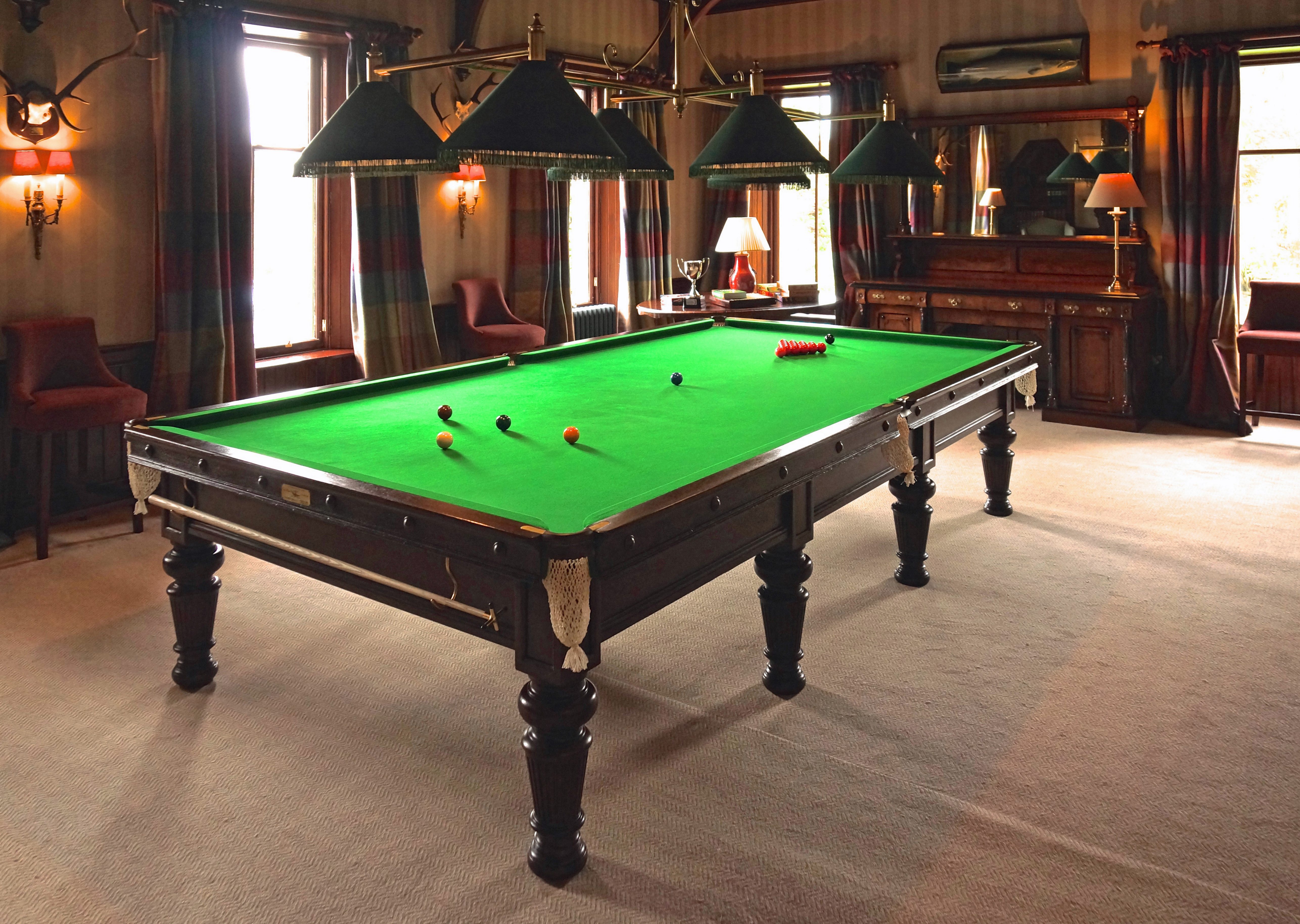
Billardzimmer mit Snookertisch

Das zwei- bis dreistöckige Cromlix House steht weitgehend isoliert rund einen Kilometer nordwestlich von Kinbuck. Ursprünglich nur zweistöckig, wurde Cromlix House im Zuge der Erweiterung teilweise aufgestockt. Stilistisch folgt die Gebäudearchitektur keinem klaren Stil, zeigt jedoch Anleihen des Scottish Baronial. Das Mauerwerk besteht aus unregelmäßig bearbeitetem, roten Sandstein, der zu einem Schichtenmauerwerk verarbeitet wurde. Abgesetzt sind Details aus cremefarbenem Sandstein. Die Fenster entlang der Fassaden sind zu Zwillingen oder Drillingen gekuppelt und mit steinernen Pfosten gestaltet. Der zinnenbewehrte Eingangsbereich tritt aus der ostexponierten Hauptfassade heraus. Daneben tritt die Kapelle mit runder Apsis heraus.